# Tirà oriental
El tirà oriental (Tyrannus tyrannus) és una espècie d'ocell de la família dels tirànids (Tyrannidae) que habita boscos clars, terres de conreu i ciutats des de la Colúmbia Britànica i centre de Manitoba, cap a l'est, a través del sud del Canadà fins Nova Brunswick, l'Illa del Príncep Eduard i Nova Escòcia cap al sud, a través del nord dels Estats Units fins al nord-est de Califòrnia, nord de Nevada, nord de Utah, Nou Mèxic, Texas i sud de Florida. Passa l'hivern a Sud-amèrica, des del sud-est de Colòmbia i oest del Brasil, a través de l'est del Perú i de Bolívia fins al Paraguai i el nord de l'Argentina.